# カトリック木鉢教会
カトリック木鉢教会（カトリックきばちきょうかい）は、長崎県長崎市にある、キリスト教（カトリック）の聖堂。
3つの踊り場を持つ長い階段の上に立つ。そのうち二つ目の踊り場には聖マリア像が建てられている。

## 沿革[1]
- 昭和13年（1938）6月12日、神ノ島の巡回教会として現在地に移転設立
- 昭和37年（1962）4月10日、独立して木鉢小教区となった。
- 昭和56年（1981）5月31日、新聖堂が建立。